# Ordina Open 2009
Die Ordina Open 2009 waren ein Tennisturnier der WTA Tour 2009 für Damen und ein Tennisturnier der ATP World Tour 2009 für Herren in Rosmalen in der Gemeinde ’s-Hertogenbosch und fanden zeitgleich vom 14. bis 20. Juni 2009 statt.
Titelverteidiger im Einzel war David Ferrer bei den Herren sowie Tamarine Tanasugarn bei den Damen. Im Herrendoppel war die Paarung Mario Ančić und Jürgen Melzer, im Damendoppel die Paarung Marina Eraković und Michaëlla Krajicek die Titelverteidiger.

## Herrenturnier
→ Hauptartikel: Ordina Open 2009/Herren
→ Qualifikation: Ordina Open 2009/Herren/Qualifikation

## Damenturnier
→ Hauptartikel: Ordina Open 2009/Damen
→ Qualifikation: Ordina Open 2009/Damen/Qualifikation